# Pero de Magalhães Gandavo
Pero de Magalhães Gândavo (n. Braga, d. 1579, data nașterii necunoscută) a fost un istoric și cronicar portughez. Fiu al unui flamand, a activat ca profesor de limba latină. A scris o carte renumită  cu titlul "Istoria Provinciilor Sfintei Cruci pe care o numim vulgar Brazilia", publicată la Lisabona în anul 1576.